# Commissione von der Leyen II
La Commissione von der Leyen II è l’attuale Commissione europea, in carica dal 1º dicembre 2024. 
Essa è succeduta alla Commissione von der Leyen I ed è presieduta, come la precedente, dalla tedesca Ursula von der Leyen, esponente del Partito Popolare Europeo rieletta dal Parlamento europeo il 18 luglio 2024, dopo essere stata nominata dal Consiglio europeo il 27 giugno precedente, a seguito dei risultati delle elezioni europee del 2024.
Diversamente dalla precedente commissione, in questo caso von der Leyen è stata scelta tra i candidati proposti dalle famiglie politiche europee prima del voto, noti con l'espressione tedesca Spitzenkandidat. Agisce secondo le regole dettate dal Trattato di Lisbona, entrato in vigore il 1º dicembre 2009.

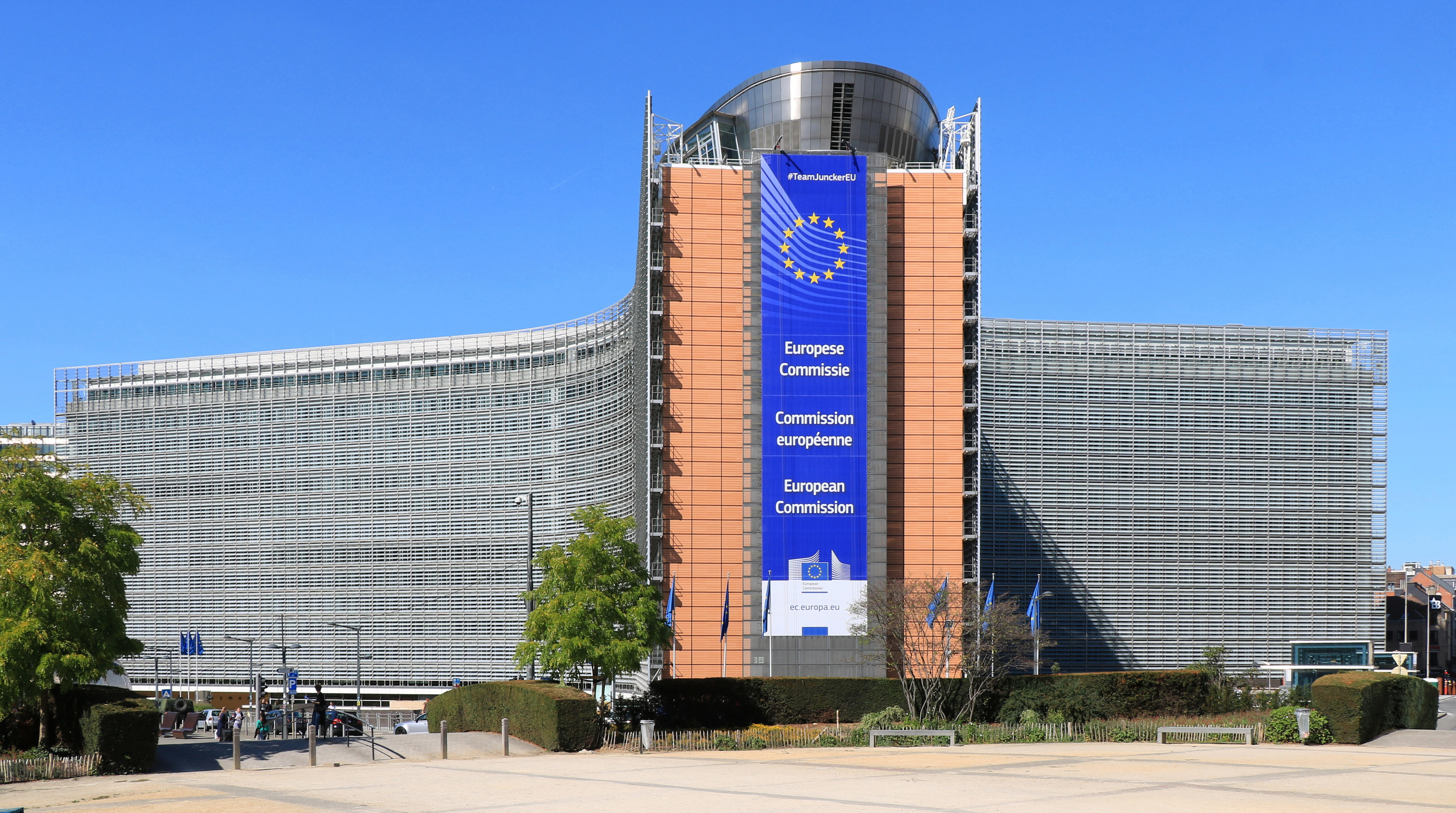
Palazzo Berlaymont, sede della Commissione europea

## Presidente
- Ursula von der Leyen ( Germania) — Partito Popolare Europeo

Presidente della Commissione uscente, membro della Unione Cristiano Democratica (CDU), ha fatto parte di tutti i governi presieduti da Angela Merkel, prima come ministra della famiglia, anziani, donne e gioventù, poi come ministra del lavoro e degli affari sociali; dal 17 dicembre 2013 fino alla sua elezione in sede europea è stata ministra della difesa.
Il 27 giugno 2024, dopo due riunioni e a seguito di un negoziato finale protrattosi per dieci giorni, è stata ridesignata dal Consiglio europeo alla carica di presidente della Commissione europea. Il Parlamento europeo ha dato seguito a tale nomina il 18 luglio, eleggendola con 401 voti favorevoli, 284 contrari, 15 astensioni e 7 schede nulle, dopo che ella ha presentato le sue linee guida con un discorso che ha convinto diversi europarlamentari indecisi, tra cui i Verdi che sono stati abbastanza convinti dalle parole di Von der Leyen sul Green Deal.

## Composizione

### Appartenenza politica
L'appartenenza politica dei membri della commissione corrisponde a quanto riassunto dal seguente prospetto:
| Partito europeo | Partito europeo                                                          | Presidente | Commissari | Totale |
| --------------- | ------------------------------------------------------------------------ | ---------- | ---------- | ------ |
|                 | Partito Popolare Europeo (PPE)                                           | 1          | 12         | 13     |
|                 | Partito del Socialismo Europeo (PSE)                                     | -          | 5          | 5      |
|                 | Indipendenti (IND)                                                       | -          | 5          | 5      |
|                 | Partito dell'Alleanza dei Liberali e dei Democratici per l'Europa (ALDE) | -          | 3          | 3      |
|                 | Partito dei Conservatori e dei Riformisti Europei (ECR)                  | -          | 1          | 1      |
| Totale          | Totale                                                                   | 1          | 26         | 27     |

### Componenti della Commissione
| Commissario | Commissario             | Immagine | Incarico e competenze | Stato           | Partito politico europeo | Partito politico nazionale                              |
| ----------- | ----------------------- | -------- | --- | --------------- | ------------------------ | ------------------------------------------------------- |
|             | Ursula von der Leyen    |          | Presidente della Commissione europea | Germania        | PPE                      | Unione Cristiano-Democratica di Germania                |
|             | Teresa Ribera Rodríguez |          | Prima Vicepresidente esecutiva della Commissione europea per una transizione pulita, giusta e competitiva Commissaria europea per la concorrenza                                                                                        | Spagna          | PSE                      | Partito Socialista Operaio Spagnolo                     |
|             | Henna Virkkunen         |          | Vicepresidente esecutiva della Commissione europea per la sovranità tecnologica, la sicurezza e la democrazia Commissaria europea per le tecnologie digitali e di frontiera                                                             | Finlandia       | PPE                      | Partito di Coalizione Nazionale                         |
|             | Stéphane Séjourné       |          | Vicepresidente esecutivo della Commissione europea per la prosperità e la strategia industriale Commissario europeo per l'industria, l'imprenditoria, le piccole e medie imprese e il mercato unico                                     | Francia         | Nessuno                  | Renaissance                                             |
|             | Kaja Kallas             |          | Vicepresidente esecutiva della Commissione europea Alta rappresentante dell'Unione per gli affari esteri e la politica di sicurezza | Estonia         | ALDE                     | Partito Riformatore Estone                              |
|             | Roxana Mînzatu          |          | Vicepresidente esecutiva della Commissione europea per i diritti sociali e le competenze, i posti di lavoro di qualità e la preparazione Commissaria europea per le competenze, l'istruzione, la cultura, il lavoro e i diritti sociali | Romania         | PSE                      | Partito Social Democratico                              |
|             | Raffaele Fitto          |          | Vicepresidente esecutivo della Commissione europea per la coesione e le riforme Commissario europeo per la politica regionale e di coesione, lo sviluppo regionale, le città e le riforme                                               | Italia          | ECR                      | Fratelli d'Italia                                       |
|             | Magnus Brunner          |          | Commissario europeo per gli affari interni e la migrazione | Austria         | PPE                      | Partito Popolare Austriaco                              |
|             | Hadja Lahbib            |          | Commissaria europea per la parità, la preparazione e la gestione delle crisi | Belgio          | ALDE                     | Movimento Riformatore                                   |
|             | Ekaterina Zaharieva     |          | Commissaria europea per le start-up, la ricerca e l'innovazione | Bulgaria        | PPE                      | Cittadini per lo Sviluppo Europeo della Bulgaria        |
|             | Cōstas Kadīs            |          | Commissario europeo per la pesca e gli oceani | Cipro           | Indipendente             | Indipendente                                            |
|             | Dubravka Šuica          |          | Commissaria europea per il Mediterraneo | Croazia         | PPE                      | Unione Democratica Croata                               |
|             | Dan Jørgensen           |          | Commissario europeo per l'energia e l'edilizia abitativa | Danimarca       | PSE                      | Socialdemocratici                                       |
|             | Apostolos Tzitzikōstas  |          | Commissario europeo per i trasporti sostenibili e il turismo | Grecia          | PPE                      | Nuova Democrazia                                        |
|             | Michael McGrath         |          | Commissario europeo per la democrazia, la giustizia, lo stato di diritto e la tutela dei consumatori | Irlanda         | ALDE                     | Fianna Fáil                                             |
|             | Valdis Dombrovskis      |          | Commissario europeo per l'economia, la produttività, l'attuazione e la semplificazione | Lettonia        | PPE                      | Unità                                                   |
|             | Andrius Kubilius        |          | Commissario europeo per la difesa e lo spazio | Lituania        | PPE                      | Unione della Patria - Democratici Cristiani di Lituania |
|             | Christophe Hansen       |          | Commissario europeo per l'agricoltura e l'alimentazione | Lussemburgo     | PPE                      | Partito Popolare Cristiano Sociale                      |
|             | Glenn Micallef          |          | Commissario europeo per l'equità intergenerazionale, la gioventù, la cultura e lo sport | Malta           | PSE                      | Partito Laburista                                       |
|             | Wopke Hoekstra          |          | Commissario europeo per il clima, l'azzeramento delle emissioni nette e la crescita pulita | Paesi Bassi     | PPE                      | Appello Cristiano Democratico                           |
|             | Piotr Serafin           |          | Commissario europeo per il bilancio, la lotta antifrode e la pubblica amministrazione | Polonia         | PPE                      | Piattaforma Civica                                      |
|             | Maria Luís Albuquerque  |          | Commissaria europea per i servizi finanziari e l'unione dei risparmi e degli investimenti | Portogallo      | PPE                      | Partito Social Democratico                              |
|             | Jozef Síkela            |          | Commissario europeo per i partenariati internazionali | Repubblica Ceca | Nessuno                  | Sindaci e Indipendenti                                  |
|             | Maroš Šefčovič          |          | Commissario europeo per il commercio, la sicurezza economica, le relazioni interistituzionali e la trasparenza | Slovacchia      | PSE                      | Direzione - Socialdemocrazia                            |
|             | Marta Kos               |          | Commissaria europea per l'allargamento | Slovenia        | Indipendente             | Indipendente                                            |
|             | Jessika Roswall         |          | Commissaria europea per l'ambiente, la resilienza idrica e un'economia circolare competitiva | Svezia          | PPE                      | Partito Moderato                                        |
|             | Olivér Várhelyi         |          | Commissario europeo per la salute e il benessere degli animali | Ungheria        | Indipendente             | Indipendente                                            |

## Formazione della Commissione

### Presentazione delle candidature
Nella stessa riunione, tenutasi dal 27 al 28 giugno, in cui è stata candidata von der Leyen, il Consiglio europeo ha proposto anche le altre nomine ai vertici delle istituzioni europee, trovando non facilmente un accordo sul pacchetto di nomine complessivo, proponendo Kaja Kallas (ALDE) come Alto rappresentante dell'Unione per gli affari esteri e la politica di sicurezza (che sarà anche vice-presidente della Commissione) ed eleggendo António Costa (PSE) a Presidente del Consiglio europeo.
Dopo l'elezione da parte del Parlamento europeo, Ursula von der Leyen ha inviato una lettera a ciascun governo degli Stati membri per richiedere la presentazione di due candidati di genere diverso al ruolo di commissario europeo, tra cui la presidente dovrebbe poter scegliere a seguito di un colloquio personale.
Al momento dell'elezione di von der Leyen alcuni governi avevano già annunciato i loro candidati. In tal senso, sarebbero stati riconfermati dai rispettivi governi nazionali Valdis Dombrovskis per la Lettonia e Maroš Šefčovič per la Slovacchia. Invece sarebbero invece stati proposti come nuovi commissari Michael McGrath per l'Irlanda, Tomaž Vesel per la Slovenia, Teresa Ribera per la Spagna, Henna Virkkunen per la Finlandia e Jessika Roswall per la Svezia.
In seguito, fornito da von der Leyen un termine al 30 agosto per la proposta dei candidati, il governo dei Paesi Bassi ha confermato ufficialmente la volontà di nominare di nuovo il commissario uscente Wopke Hoekstra il 23 luglio 2024, mentre il governo della Repubblica Ceca ha proposto, il 25 luglio, Jozef Síkela. Nei giorni successivi, poi, sono stati designati anche i candidati commissari di Malta, che ha indicato Glenn Micallef, Ungheria, Francia e Croazia, che hanno riconfermato gli uscenti Olivér Várhelyi, Thierry Breton e Dubravka Šuica, Grecia, che ha nominato Apostolos Tzitzikōstas, e Austria, che ha proposto Magnus Brunner, seguiti poi da Cōstas Kadīs, nominato dal governo di Cipro, Andrius Kubilius per la Lituania, Piotr Serafin per la Polonia. A pochi giorni dalla scadenza fissata dalla presidente eletta sono stati resi pubblici anche i nomi di Victor Negrescu e Christophe Hansen indicati il 22 agosto dai governi rispettivamente di Romania e Lussemburgo, Maria Luís Albuquerque e Dan Jørgensen designati il 28 agosto per Portogallo e Danimarca e, il 30 agosto, Raffaele Fitto per l'Italia.
Le proposte dei governi dunque, ad eccezione della Bulgaria (che ha invece proposto in data 30 agosto Ekaterina Zaharieva e Julian Popov), non hanno seguito la richiesta della presidente von der Leyen di indicare due nomi di genere diverso per garantire la parità tra maschi e femmine all'interno del collegio dei commissari.
Il Belgio, infine, a causa del prolungarsi del processo di formazione di un nuovo esecutivo, è stato l'ultimo paese a nominare il proprio commissario, in data 2 settembre, indicando la ministra degli Esteri Hadja Lahbib.

### Esame delle candidature e presentazione della Commissione
Terminato dunque il periodo di proposta delle candidature, la Presidente von der Leyen ha iniziato a esaminarle, chiedendo al governo della Romania di rivedere la scelta di Victor Negrescu per tentare di aumentare la rappresentanza femminile nella Commissione: a ciò l'esecutivo romeno ha risposto positivamente, decidendo di candidare Roxana Mînzatu, eurodeputata socialista da poco eletta alle elezioni europee del 2024; Negrescu, pur facendo un passo indietro, ha commentato segnalando che, nonostante la sua rinuncia, i 3/4 dei commissari sarebbero comunque stati uomini.
Il 6 settembre il candidato commissario europeo sloveno Tomaž Vesel ha ritirato la propria disponibilità alla nomina, dichiarando di aver ravvisato divergenze in merito al funzionamento della Commissione in un primo colloquio con la Presidente von der Leyen, agevolando il processo di nomina da parte del Governo sloveno di una donna al suo posto. Il 9 settembre il Presidente del Governo della Slovenia Robert Golob ha dunque candidato l'ex-diplomatica ed ex-candidata presidenziale Marta Kos.
Il 16 settembre il Commissario europeo per il mercato interno e i servizi uscente, il francese Thierry Breton, si è dimesso dall’incarico nella Commissione von der Leyen I, dichiarando di essere stato invitato a dimettersi dalla stessa Presidente. Lo stesso giorno il governo francese ha proposto come proprio nuovo candidato il ministro degli esteri uscente Stéphane Séjourné.
Il 17 settembre 2024 la Presidente della Commissione europea Ursula von der Leyen ha infine rivelato, dopo aver posticipato l’annuncio in data 10 settembre a causa di problematiche interne di vario tipo, i nomi e i ruoli dei nuovi commissari europei designati, che dovranno essere sottoposti ad audizione dalle commissioni parlamentari competenti prima dell'approvazione da parte del Parlamento europeo.

## Approvazione della Commissione
Dopo le audizioni dei commissari designati e l'approvazione da parte del Parlamento europeo e del Consiglio dell'Unione europea, la nuova Commissione è entrata in carica il 1º dicembre 2024.

### Audizioni dei commissari candidati
Il calendario delle audizioni è stato determinato dalla Conferenza dei presidenti dei gruppi del Parlamento europeo, secondo le modalità indicate nella seguente tabella, in data 2 e 10 ottobre 2024.
|                                                | PPE         | Magnus Brunner          | Austria     | Affari interni e migrazioni                                                                       | 5 novembre 2024  | LIBE | Approvazione senza voto | Approvazione senza voto | Approvazione senza voto |
| DEVE                                           | PPE         | Magnus Brunner          | Austria     | Affari interni e migrazioni                                                                       | 5 novembre 2024  |      | Approvazione senza voto | Approvazione senza voto | Approvazione senza voto |
|                                                | ALDE        | Hadja Lahbib            | Belgio      | Preparazione, gestione delle crisi ed uguaglianza                                                 | 6 novembre 2024  | DEVE | Approvazione senza voto | Approvazione senza voto | Approvazione senza voto |
| FEMM                                           | ALDE        | Hadja Lahbib            | Belgio      | Preparazione, gestione delle crisi ed uguaglianza                                                 | 6 novembre 2024  |      | Approvazione senza voto | Approvazione senza voto | Approvazione senza voto |
| LIBE                                           | ALDE        | Hadja Lahbib            | Belgio      | Preparazione, gestione delle crisi ed uguaglianza                                                 | 6 novembre 2024  |      | Approvazione senza voto | Approvazione senza voto | Approvazione senza voto |
| ENVI                                           | ALDE        | Hadja Lahbib            | Belgio      | Preparazione, gestione delle crisi ed uguaglianza                                                 | 6 novembre 2024  |      | Approvazione senza voto | Approvazione senza voto | Approvazione senza voto |
| EMPL                                           | ALDE        | Hadja Lahbib            | Belgio      | Preparazione, gestione delle crisi ed uguaglianza                                                 | 6 novembre 2024  |      | Approvazione senza voto | Approvazione senza voto | Approvazione senza voto |
|                                                | PPE         | Ekaterina Zaharieva     | Bulgaria    | Avviamento imprenditoriale, ricerca e innovazione                                                 | 5 novembre 2024  | ITRE | Approvazione senza voto | Approvazione senza voto | Approvazione senza voto |
| CULT                                           | PPE         | Ekaterina Zaharieva     | Bulgaria    | Avviamento imprenditoriale, ricerca e innovazione                                                 | 5 novembre 2024  |      | Approvazione senza voto | Approvazione senza voto | Approvazione senza voto |
|                                                | IND         | Cōstas Kadīs            | Cipro       | Pesca e oceani                                                                                    | 6 novembre 2024  | PECH | Approvazione senza voto | Approvazione senza voto | Approvazione senza voto |
| ENVI                                           | IND         | Cōstas Kadīs            | Cipro       | Pesca e oceani                                                                                    | 6 novembre 2024  |      | Approvazione senza voto | Approvazione senza voto | Approvazione senza voto |
|                                                | PPE         | Dubravka Šuica          | Croazia     | Mediterraneo                                                                                      | 5 novembre 2024  | AFET | Approvazione senza voto | Approvazione senza voto | Approvazione senza voto |
| ENVI                                           | PPE         | Dubravka Šuica          | Croazia     | Mediterraneo                                                                                      | 5 novembre 2024  |      | Approvazione senza voto | Approvazione senza voto | Approvazione senza voto |
| EMPL                                           | PPE         | Dubravka Šuica          | Croazia     | Mediterraneo                                                                                      | 5 novembre 2024  |      | Approvazione senza voto | Approvazione senza voto | Approvazione senza voto |
| LIBE                                           | PPE         | Dubravka Šuica          | Croazia     | Mediterraneo                                                                                      | 5 novembre 2024  |      | Approvazione senza voto | Approvazione senza voto | Approvazione senza voto |
|                                                | PSE         | Dan Jørgensen           | Danimarca   | Energia e politiche abitative                                                                     | 5 novembre 2024  | ITRE | Approvazione senza voto | Approvazione senza voto | Approvazione senza voto |
| EMPL                                           | PSE         | Dan Jørgensen           | Danimarca   | Energia e politiche abitative                                                                     | 5 novembre 2024  |      | Approvazione senza voto | Approvazione senza voto | Approvazione senza voto |
| ENVI                                           | PSE         | Dan Jørgensen           | Danimarca   | Energia e politiche abitative                                                                     | 5 novembre 2024  |      | Approvazione senza voto | Approvazione senza voto | Approvazione senza voto |
| REGI                                           | PSE         | Dan Jørgensen           | Danimarca   | Energia e politiche abitative                                                                     | 5 novembre 2024  |      | Approvazione senza voto | Approvazione senza voto | Approvazione senza voto |
| IMCO                                           | PSE         | Dan Jørgensen           | Danimarca   | Energia e politiche abitative                                                                     | 5 novembre 2024  |      | Approvazione senza voto | Approvazione senza voto | Approvazione senza voto |
| ECON                                           | PSE         | Dan Jørgensen           | Danimarca   | Energia e politiche abitative                                                                     | 5 novembre 2024  |      | Approvazione senza voto | Approvazione senza voto | Approvazione senza voto |
|                                                | ALDE        | Kaja Kallas             | Estonia     | Alto rappresentante dell'Unione per gli affari esteri e la politica di sicurezza (Vicepresidente) | 12 novembre 2024 | AFET | Approvazione senza voto | Approvazione senza voto | Approvazione senza voto |
| DEVE                                           | ALDE        | Kaja Kallas             | Estonia     | Alto rappresentante dell'Unione per gli affari esteri e la politica di sicurezza (Vicepresidente) | 12 novembre 2024 |      | Approvazione senza voto | Approvazione senza voto | Approvazione senza voto |
| INTA                                           | ALDE        | Kaja Kallas             | Estonia     | Alto rappresentante dell'Unione per gli affari esteri e la politica di sicurezza (Vicepresidente) | 12 novembre 2024 |      | Approvazione senza voto | Approvazione senza voto | Approvazione senza voto |
| FEMM                                           | ALDE        | Kaja Kallas             | Estonia     | Alto rappresentante dell'Unione per gli affari esteri e la politica di sicurezza (Vicepresidente) | 12 novembre 2024 |      | Approvazione senza voto | Approvazione senza voto | Approvazione senza voto |
|                                                | PPE         | Henna Virkkunen         | Finlandia   | Tecnologie digitali e di frontiera (Vicepresidente)                                               | 12 novembre 2024 | ITRE | Approvazione senza voto | Approvazione senza voto | Approvazione senza voto |
| IMCO                                           | PPE         | Henna Virkkunen         | Finlandia   | Tecnologie digitali e di frontiera (Vicepresidente)                                               | 12 novembre 2024 |      | Approvazione senza voto | Approvazione senza voto | Approvazione senza voto |
| LIBE                                           | PPE         | Henna Virkkunen         | Finlandia   | Tecnologie digitali e di frontiera (Vicepresidente)                                               | 12 novembre 2024 |      | Approvazione senza voto | Approvazione senza voto | Approvazione senza voto |
| JURI                                           | PPE         | Henna Virkkunen         | Finlandia   | Tecnologie digitali e di frontiera (Vicepresidente)                                               | 12 novembre 2024 |      | Approvazione senza voto | Approvazione senza voto | Approvazione senza voto |
| CULT                                           | PPE         | Henna Virkkunen         | Finlandia   | Tecnologie digitali e di frontiera (Vicepresidente)                                               | 12 novembre 2024 |      | Approvazione senza voto | Approvazione senza voto | Approvazione senza voto |
|                                                | IND (ALDE)  | Stéphane Séjourné       | Francia     | Industria, imprenditoria, piccole e medie imprese e mercato unico (Vicepresidente)                | 12 novembre 2024 | ITRE | Approvazione senza voto | Approvazione senza voto | Approvazione senza voto |
| IMCO                                           | IND (ALDE)  | Stéphane Séjourné       | Francia     | Industria, imprenditoria, piccole e medie imprese e mercato unico (Vicepresidente)                | 12 novembre 2024 |      | Approvazione senza voto | Approvazione senza voto | Approvazione senza voto |
| ENVI                                           | IND (ALDE)  | Stéphane Séjourné       | Francia     | Industria, imprenditoria, piccole e medie imprese e mercato unico (Vicepresidente)                | 12 novembre 2024 |      | Approvazione senza voto | Approvazione senza voto | Approvazione senza voto |
| ECON                                           | IND (ALDE)  | Stéphane Séjourné       | Francia     | Industria, imprenditoria, piccole e medie imprese e mercato unico (Vicepresidente)                | 12 novembre 2024 |      | Approvazione senza voto | Approvazione senza voto | Approvazione senza voto |
| INTA                                           | IND (ALDE)  | Stéphane Séjourné       | Francia     | Industria, imprenditoria, piccole e medie imprese e mercato unico (Vicepresidente)                | 12 novembre 2024 |      | Approvazione senza voto | Approvazione senza voto | Approvazione senza voto |
| BUDG                                           | IND (ALDE)  | Stéphane Séjourné       | Francia     | Industria, imprenditoria, piccole e medie imprese e mercato unico (Vicepresidente)                | 12 novembre 2024 |      | Approvazione senza voto | Approvazione senza voto | Approvazione senza voto |
| JURI                                           | IND (ALDE)  | Stéphane Séjourné       | Francia     | Industria, imprenditoria, piccole e medie imprese e mercato unico (Vicepresidente)                | 12 novembre 2024 |      | Approvazione senza voto | Approvazione senza voto | Approvazione senza voto |
|                                                | PPE         | Apostolos Tzitzikōstas  | Grecia      | Trasporti e Turismo sostenibile                                                                   | 4 novembre 2024  | TRAN | Approvazione senza voto | Approvazione senza voto | Approvazione senza voto |
| ENVI                                           | PPE         | Apostolos Tzitzikōstas  | Grecia      | Trasporti e Turismo sostenibile                                                                   | 4 novembre 2024  |      | Approvazione senza voto | Approvazione senza voto | Approvazione senza voto |
|                                                | ALDE        | Michael McGrath         | Irlanda     | Giustizia, democrazia e diritti fondamentali                                                      | 4 novembre 2024  | LIBE | Approvazione senza voto | Approvazione senza voto | Approvazione senza voto |
| IMCO                                           | ALDE        | Michael McGrath         | Irlanda     | Giustizia, democrazia e diritti fondamentali                                                      | 4 novembre 2024  |      | Approvazione senza voto | Approvazione senza voto | Approvazione senza voto |
| JURI                                           | ALDE        | Michael McGrath         | Irlanda     | Giustizia, democrazia e diritti fondamentali                                                      | 4 novembre 2024  |      | Approvazione senza voto | Approvazione senza voto | Approvazione senza voto |
| AFCO                                           | ALDE        | Michael McGrath         | Irlanda     | Giustizia, democrazia e diritti fondamentali                                                      | 4 novembre 2024  |      | Approvazione senza voto | Approvazione senza voto | Approvazione senza voto |
| CULT                                           | ALDE        | Michael McGrath         | Irlanda     | Giustizia, democrazia e diritti fondamentali                                                      | 4 novembre 2024  |      | Approvazione senza voto | Approvazione senza voto | Approvazione senza voto |
| BUDG                                           | ALDE        | Michael McGrath         | Irlanda     | Giustizia, democrazia e diritti fondamentali                                                      | 4 novembre 2024  |      | Approvazione senza voto | Approvazione senza voto | Approvazione senza voto |
| CONT                                           | ALDE        | Michael McGrath         | Irlanda     | Giustizia, democrazia e diritti fondamentali                                                      | 4 novembre 2024  |      | Approvazione senza voto | Approvazione senza voto | Approvazione senza voto |
| FEMM                                           | ALDE        | Michael McGrath         | Irlanda     | Giustizia, democrazia e diritti fondamentali                                                      | 4 novembre 2024  |      | Approvazione senza voto | Approvazione senza voto | Approvazione senza voto |
|                                                | ECR         | Raffaele Fitto          | Italia      | Politica regionale e di coesione, sviluppo regionale e riforme (Vicepresidente)                   | 12 novembre 2024 | REGI | Approvazione senza voto | Approvazione senza voto | Approvazione senza voto |
| TRAN                                           | ECR         | Raffaele Fitto          | Italia      | Politica regionale e di coesione, sviluppo regionale e riforme (Vicepresidente)                   | 12 novembre 2024 |      | Approvazione senza voto | Approvazione senza voto | Approvazione senza voto |
| PECH                                           | ECR         | Raffaele Fitto          | Italia      | Politica regionale e di coesione, sviluppo regionale e riforme (Vicepresidente)                   | 12 novembre 2024 |      | Approvazione senza voto | Approvazione senza voto | Approvazione senza voto |
| BUDG                                           | ECR         | Raffaele Fitto          | Italia      | Politica regionale e di coesione, sviluppo regionale e riforme (Vicepresidente)                   | 12 novembre 2024 |      | Approvazione senza voto | Approvazione senza voto | Approvazione senza voto |
| EMPL                                           | ECR         | Raffaele Fitto          | Italia      | Politica regionale e di coesione, sviluppo regionale e riforme (Vicepresidente)                   | 12 novembre 2024 |      | Approvazione senza voto | Approvazione senza voto | Approvazione senza voto |
| ECON                                           | ECR         | Raffaele Fitto          | Italia      | Politica regionale e di coesione, sviluppo regionale e riforme (Vicepresidente)                   | 12 novembre 2024 |      | Approvazione senza voto | Approvazione senza voto | Approvazione senza voto |
|                                                | PPE         | Valdis Dombrovskis      | Lettonia    | Economia, la produttività, l'attuazione e la semplificazione                                      | 7 novembre 2024  | ECON | Approvazione senza voto | Approvazione senza voto | Approvazione senza voto |
| JURI                                           | PPE         | Valdis Dombrovskis      | Lettonia    | Economia, la produttività, l'attuazione e la semplificazione                                      | 7 novembre 2024  |      | Approvazione senza voto | Approvazione senza voto | Approvazione senza voto |
| BUDG                                           | PPE         | Valdis Dombrovskis      | Lettonia    | Economia, la produttività, l'attuazione e la semplificazione                                      | 7 novembre 2024  |      | Approvazione senza voto | Approvazione senza voto | Approvazione senza voto |
| AFCO                                           | PPE         | Valdis Dombrovskis      | Lettonia    | Economia, la produttività, l'attuazione e la semplificazione                                      | 7 novembre 2024  |      | Approvazione senza voto | Approvazione senza voto | Approvazione senza voto |
| EMPL                                           | PPE         | Valdis Dombrovskis      | Lettonia    | Economia, la produttività, l'attuazione e la semplificazione                                      | 7 novembre 2024  |      | Approvazione senza voto | Approvazione senza voto | Approvazione senza voto |
| IMCO                                           | PPE         | Valdis Dombrovskis      | Lettonia    | Economia, la produttività, l'attuazione e la semplificazione                                      | 7 novembre 2024  |      | Approvazione senza voto | Approvazione senza voto | Approvazione senza voto |
|                                                | PPE         | Andrius Kubilius        | Lituania    | Difesa e spazio                                                                                   | 6 novembre 2024  | AFET | Approvazione senza voto | Approvazione senza voto | Approvazione senza voto |
| ITRE                                           | PPE         | Andrius Kubilius        | Lituania    | Difesa e spazio                                                                                   | 6 novembre 2024  |      | Approvazione senza voto | Approvazione senza voto | Approvazione senza voto |
| TRAN                                           | PPE         | Andrius Kubilius        | Lituania    | Difesa e spazio                                                                                   | 6 novembre 2024  |      | Approvazione senza voto | Approvazione senza voto | Approvazione senza voto |
|                                                | PPE         | Christophe Hansen       | Lussemburgo | Agricoltura ed alimentazione                                                                      | 4 novembre 2024  | AGRI | Approvazione senza voto | Approvazione senza voto | Approvazione senza voto |
| PECH                                           | PPE         | Christophe Hansen       | Lussemburgo | Agricoltura ed alimentazione                                                                      | 4 novembre 2024  |      | Approvazione senza voto | Approvazione senza voto | Approvazione senza voto |
| ENVI                                           | PPE         | Christophe Hansen       | Lussemburgo | Agricoltura ed alimentazione                                                                      | 4 novembre 2024  |      | Approvazione senza voto | Approvazione senza voto | Approvazione senza voto |
|                                                | PSE         | Glenn Micallef          | Malta       | Equità intergenerazionale, gioventù, cultura e sport                                              | 4 novembre 2024  | CULT | Approvazione senza voto | Approvazione senza voto | Approvazione senza voto |
| EMPL                                           | PSE         | Glenn Micallef          | Malta       | Equità intergenerazionale, gioventù, cultura e sport                                              | 4 novembre 2024  |      | Approvazione senza voto | Approvazione senza voto | Approvazione senza voto |
| LIBE                                           | PSE         | Glenn Micallef          | Malta       | Equità intergenerazionale, gioventù, cultura e sport                                              | 4 novembre 2024  |      | Approvazione senza voto | Approvazione senza voto | Approvazione senza voto |
| JURI                                           | PSE         | Glenn Micallef          | Malta       | Equità intergenerazionale, gioventù, cultura e sport                                              | 4 novembre 2024  |      | Approvazione senza voto | Approvazione senza voto | Approvazione senza voto |
|                                                | PPE         | Wopke Hoekstra          | Paesi Bassi | Clima, emissioni zero e crescita economica pulita                                                 | 7 novembre 2024  | ENVI | Approvazione senza voto | Approvazione senza voto | Approvazione senza voto |
| ITRE                                           | PPE         | Wopke Hoekstra          | Paesi Bassi | Clima, emissioni zero e crescita economica pulita                                                 | 7 novembre 2024  |      | Approvazione senza voto | Approvazione senza voto | Approvazione senza voto |
| ECON                                           | PPE         | Wopke Hoekstra          | Paesi Bassi | Clima, emissioni zero e crescita economica pulita                                                 | 7 novembre 2024  |      | Approvazione senza voto | Approvazione senza voto | Approvazione senza voto |
| TRAN                                           | PPE         | Wopke Hoekstra          | Paesi Bassi | Clima, emissioni zero e crescita economica pulita                                                 | 7 novembre 2024  |      | Approvazione senza voto | Approvazione senza voto | Approvazione senza voto |
| EMPL                                           | PPE         | Wopke Hoekstra          | Paesi Bassi | Clima, emissioni zero e crescita economica pulita                                                 | 7 novembre 2024  |      | Approvazione senza voto | Approvazione senza voto | Approvazione senza voto |
|                                                | PPE         | Piotr Serafin           | Polonia     | Bilancio, lotta antifrode ed amministrazione                                                      | 7 novembre 2024  | BUDG | Approvazione senza voto | Approvazione senza voto | Approvazione senza voto |
| CONT                                           | PPE         | Piotr Serafin           | Polonia     | Bilancio, lotta antifrode ed amministrazione                                                      | 7 novembre 2024  |      | Approvazione senza voto | Approvazione senza voto | Approvazione senza voto |
| LIBE                                           | PPE         | Piotr Serafin           | Polonia     | Bilancio, lotta antifrode ed amministrazione                                                      | 7 novembre 2024  |      | Approvazione senza voto | Approvazione senza voto | Approvazione senza voto |
| JURI                                           | PPE         | Piotr Serafin           | Polonia     | Bilancio, lotta antifrode ed amministrazione                                                      | 7 novembre 2024  |      | Approvazione senza voto | Approvazione senza voto | Approvazione senza voto |
|                                                | PPE         | Maria Luís Albuquerque  | Portogallo  | Servizi finanziari e unione dei risparmi e degli investimenti                                     | 6 novembre 2024  | ECON | Approvazione senza voto | Approvazione senza voto | Approvazione senza voto |
| IMCO                                           | PPE         | Maria Luís Albuquerque  | Portogallo  | Servizi finanziari e unione dei risparmi e degli investimenti                                     | 6 novembre 2024  |      | Approvazione senza voto | Approvazione senza voto | Approvazione senza voto |
| LIBE                                           | PPE         | Maria Luís Albuquerque  | Portogallo  | Servizi finanziari e unione dei risparmi e degli investimenti                                     | 6 novembre 2024  |      | Approvazione senza voto | Approvazione senza voto | Approvazione senza voto |
|                                                | IND (PPE)   | Jozef Síkela            | Rep. Ceca   | Partenariati internazionali                                                                       | 6 novembre 2024  | DEVE | Approvazione senza voto | Approvazione senza voto | Approvazione senza voto |
| AFET                                           | IND (PPE)   | Jozef Síkela            | Rep. Ceca   | Partenariati internazionali                                                                       | 6 novembre 2024  |      | Approvazione senza voto | Approvazione senza voto | Approvazione senza voto |
| FEMM                                           | IND (PPE)   | Jozef Síkela            | Rep. Ceca   | Partenariati internazionali                                                                       | 6 novembre 2024  |      | Approvazione senza voto | Approvazione senza voto | Approvazione senza voto |
| INTA                                           | IND (PPE)   | Jozef Síkela            | Rep. Ceca   | Partenariati internazionali                                                                       | 6 novembre 2024  |      | Approvazione senza voto | Approvazione senza voto | Approvazione senza voto |
| LIBE                                           | IND (PPE)   | Jozef Síkela            | Rep. Ceca   | Partenariati internazionali                                                                       | 6 novembre 2024  |      | Approvazione senza voto | Approvazione senza voto | Approvazione senza voto |
|                                                | PSE         | Roxana Mînzatu          | Romania     | Competenze, Istruzione, Cultura, Lavoro e diritti sociali (Vicepresidente)                        | 12 novembre 2024 | EMPL | Approvazione senza voto | Approvazione senza voto | Approvazione senza voto |
| CULT                                           | PSE         | Roxana Mînzatu          | Romania     | Competenze, Istruzione, Cultura, Lavoro e diritti sociali (Vicepresidente)                        | 12 novembre 2024 |      | Approvazione senza voto | Approvazione senza voto | Approvazione senza voto |
| FEMM                                           | PSE         | Roxana Mînzatu          | Romania     | Competenze, Istruzione, Cultura, Lavoro e diritti sociali (Vicepresidente)                        | 12 novembre 2024 |      | Approvazione senza voto | Approvazione senza voto | Approvazione senza voto |
| LIBE                                           | PSE         | Roxana Mînzatu          | Romania     | Competenze, Istruzione, Cultura, Lavoro e diritti sociali (Vicepresidente)                        | 12 novembre 2024 |      | Approvazione senza voto | Approvazione senza voto | Approvazione senza voto |
|                                                | PSE (sosp.) | Maroš Šefčovič          | Slovacchia  | Commercio, sicurezza economica, relazioni interistituzionali e trasparenza                        | 4 novembre 2024  | INTA | Approvazione senza voto | Approvazione senza voto | Approvazione senza voto |
| AFCO                                           | PSE (sosp.) | Maroš Šefčovič          | Slovacchia  | Commercio, sicurezza economica, relazioni interistituzionali e trasparenza                        | 4 novembre 2024  |      | Approvazione senza voto | Approvazione senza voto | Approvazione senza voto |
| AFET                                           | PSE (sosp.) | Maroš Šefčovič          | Slovacchia  | Commercio, sicurezza economica, relazioni interistituzionali e trasparenza                        | 4 novembre 2024  |      | Approvazione senza voto | Approvazione senza voto | Approvazione senza voto |
| IMCO                                           | PSE (sosp.) | Maroš Šefčovič          | Slovacchia  | Commercio, sicurezza economica, relazioni interistituzionali e trasparenza                        | 4 novembre 2024  |      | Approvazione senza voto | Approvazione senza voto | Approvazione senza voto |
| PETI                                           | PSE (sosp.) | Maroš Šefčovič          | Slovacchia  | Commercio, sicurezza economica, relazioni interistituzionali e trasparenza                        | 4 novembre 2024  |      | Approvazione senza voto | Approvazione senza voto | Approvazione senza voto |
| DEVE                                           | PSE (sosp.) | Maroš Šefčovič          | Slovacchia  | Commercio, sicurezza economica, relazioni interistituzionali e trasparenza                        | 4 novembre 2024  |      | Approvazione senza voto | Approvazione senza voto | Approvazione senza voto |
| JURI                                           | PSE (sosp.) | Maroš Šefčovič          | Slovacchia  | Commercio, sicurezza economica, relazioni interistituzionali e trasparenza                        | 4 novembre 2024  |      | Approvazione senza voto | Approvazione senza voto | Approvazione senza voto |
|                                                | IND         | Marta Kos               | Slovenia    | Allargamento e politica di vicinato                                                               | 7 novembre 2024  | AFET | Approvazione senza voto | Approvazione senza voto | Approvazione senza voto |
| LIBE                                           | IND         | Marta Kos               | Slovenia    | Allargamento e politica di vicinato                                                               | 7 novembre 2024  |      | Approvazione senza voto | Approvazione senza voto | Approvazione senza voto |
| AFCO                                           | IND         | Marta Kos               | Slovenia    | Allargamento e politica di vicinato                                                               | 7 novembre 2024  |      | Approvazione senza voto | Approvazione senza voto | Approvazione senza voto |
|                                                | PSE         | Teresa Ribera Rodríguez | Spagna      | Concorrenza (Prima Vicepresidente)                                                                | 12 novembre 2024 | ENVI | Approvazione senza voto | Approvazione senza voto | Approvazione senza voto |
| ECON                                           | PSE         | Teresa Ribera Rodríguez | Spagna      | Concorrenza (Prima Vicepresidente)                                                                | 12 novembre 2024 |      | Approvazione senza voto | Approvazione senza voto | Approvazione senza voto |
| ITRE                                           | PSE         | Teresa Ribera Rodríguez | Spagna      | Concorrenza (Prima Vicepresidente)                                                                | 12 novembre 2024 |      | Approvazione senza voto | Approvazione senza voto | Approvazione senza voto |
| IMCO                                           | PSE         | Teresa Ribera Rodríguez | Spagna      | Concorrenza (Prima Vicepresidente)                                                                | 12 novembre 2024 |      | Approvazione senza voto | Approvazione senza voto | Approvazione senza voto |
| EMPL                                           | PSE         | Teresa Ribera Rodríguez | Spagna      | Concorrenza (Prima Vicepresidente)                                                                | 12 novembre 2024 |      | Approvazione senza voto | Approvazione senza voto | Approvazione senza voto |
| TRAN                                           | PSE         | Teresa Ribera Rodríguez | Spagna      | Concorrenza (Prima Vicepresidente)                                                                | 12 novembre 2024 |      | Approvazione senza voto | Approvazione senza voto | Approvazione senza voto |
| REGI                                           | PSE         | Teresa Ribera Rodríguez | Spagna      | Concorrenza (Prima Vicepresidente)                                                                | 12 novembre 2024 |      | Approvazione senza voto | Approvazione senza voto | Approvazione senza voto |
| AGRI                                           | PSE         | Teresa Ribera Rodríguez | Spagna      | Concorrenza (Prima Vicepresidente)                                                                | 12 novembre 2024 |      | Approvazione senza voto | Approvazione senza voto | Approvazione senza voto |
|                                                | PPE         | Jessika Roswall         | Svezia      | Ambiente, resilienza idrica ed economia circolare e competitiva                                   | 5 novembre 2024  | ENVI | Approvazione senza voto | Approvazione senza voto | Approvazione senza voto |
| IMCO                                           | PPE         | Jessika Roswall         | Svezia      | Ambiente, resilienza idrica ed economia circolare e competitiva                                   | 5 novembre 2024  |      | Approvazione senza voto | Approvazione senza voto | Approvazione senza voto |
| ITRE                                           | PPE         | Jessika Roswall         | Svezia      | Ambiente, resilienza idrica ed economia circolare e competitiva                                   | 5 novembre 2024  |      | Approvazione senza voto | Approvazione senza voto | Approvazione senza voto |
| AGRI                                           | PPE         | Jessika Roswall         | Svezia      | Ambiente, resilienza idrica ed economia circolare e competitiva                                   | 5 novembre 2024  |      | Approvazione senza voto | Approvazione senza voto | Approvazione senza voto |
|                                                | IND         | Olivér Várhelyi         | Ungheria    | Salute e benessere animale                                                                        | 6 novembre 2024  | ENVI | Approvazione senza voto | Approvazione senza voto | Approvazione senza voto |
| AGRI                                           | IND         | Olivér Várhelyi         | Ungheria    | Salute e benessere animale                                                                        | 6 novembre 2024  |      | Approvazione senza voto | Approvazione senza voto | Approvazione senza voto |
| ITRE                                           | IND         | Olivér Várhelyi         | Ungheria    | Salute e benessere animale                                                                        | 6 novembre 2024  |      | Approvazione senza voto | Approvazione senza voto | Approvazione senza voto |
| Commissione responsabile Commissione associata |             |                         |             |                                                                                                   |                  |      |                         |                         |                         |

### Disaccordi nelle audizioni e successiva approvazione
Terminate le audizioni, veti incrociati dei partiti nei confronti dei commissari candidati Raffaele Fitto (ECR, supportato dal PPE) e Teresa Ribera Rodríguez (S&D) hanno bloccato la conclusione del processo e rischiavano di frantumare la maggioranza emersa al momento dell'elezione di Ursula von der Leyen, provocando così un ritardo nel rinnovo delle istituzioni comunitarie. 
Il 20 novembre grazie a un accordo politico concordato dalle parti, fu risolta l'impasse, permettendo alle commissioni parlamentari di approvare tutti i candidati senza votazione, ritirando i veti reciproci. Tuttavia l'intesa generò un nuovo problema politico, con l'ingresso in coalizione di almeno parte del Gruppo dei Conservatori e dei Riformisti Europei (nello specifico gli europarlamentari di Fratelli d'Italia), che, pur non avendo votato a favore della presidente della Commissione, si erano visti assegnati un vicepresidente, causando malumori specie tra I Verdi/Alleanza Libera Europea che, dapprima parte della nuova maggioranza, si sono visti esclusi, portando a divisioni interne alle delegazioni sulla scelta di come votare.
Il 27 novembre la Commissione ha comunque ottenuto l'approvazione con 370 favorevoli e 282 contrari, uno dei margini più stretti di sempre.
L'esito ha dunque mostrato come abbiano votato a favore i gruppi del Partito Popolare Europeo, Partito del Socialismo Europeo e Partito dell'Alleanza dei Liberali e dei Democratici per l'Europa - sebbene con alcune defezioni, come una parte dei socialisti francesi e tedeschi. La maggior parte del Gruppo dei Conservatori e dei Riformisti Europei ha votato contro, con le eccezioni delle delegazioni ceca, belga e italiana, mentre alcune delegazioni dei Verdi (come quelle tedesca e olandese) hanno comunque votato a favore, nonostante la maggior parte (come quelle francese, italiana, spagnola e belga) si sia opposta.

## Project Team
Anche nella Commissione von der Leyen II viene riproposto lo schema dei Project Team, cioè un'organizzazione per cui i commissari lavorino per gruppi, ciascuno guidato da un vicepresidente esecutivo e composto dai membri del collegio che abbiano competenza su materie attinenti a una delle strategie principali che la commissione intende mettere in campo nel corso del suo mandato.
Team per la Transizione giusta, pulita e competitiva
- Teresa Ribera Rodríguez (Vicepresidente esecutiva per una transizione pulita, giusta e competitiva, Commissaria europea per la concorrenza)
  - Wopke Hoekstra (Commissario europeo per l'azione per il clima, le emissioni zero e la crescita economica pulita)
  - Jessika Roswall (Commissaria europea per l'ambiente, la resilienza idrica e un'economia circolare e competitiva)
  - Dan Jørgensen (Commissario europeo per l'energia e le politiche abitative)

Team per la Sovranità tecnologica, Sicurezza e Democrazia
- Henna Virkkunen (Vicepresidente esecutiva per la sovranità tecnologica, la sicurezza e la democrazia, Commissaria europea per le tecnologie digitali e di frontiera)
  - Andrius Kubilius (Commissario europeo per la difesa e lo spazio)
  - Magnus Brunner (Commissario europeo per gli affari interni e le migrazioni)
  - Michael McGrath (Commissario europeo per la giustizia, la democrazia e lo stato di diritto)
  - Ekaterina Zaharieva (Commissaria europea per l'avviamento imprenditoriale, la ricerca e l'innovazione)[50]

Team per la Prosperità e la Strategia Industriale
- Stéphane Séjourné (Vicepresidente esecutivo per la prosperità e la strategia industriale, Commissario europeo per l'industria, l'imprenditoria, le piccole e medie imprese e il mercato unico)
  - Maroš Šefčovič (Commissario europeo per il commercio, la sicurezza economica, le relazioni interistituzionali e la trasparenza)
  - Valdis Dombrovskis (Commissario europeo per l'economia, la produttività, l'attuazione e la semplificazione)
  - Maria Luís Albuquerque (Commissaria europea per i servizi finanziari e l'unione dei risparmi e degli investimenti)
  - Ekaterina Zaharieva (Commissaria europea per l'avviamento imprenditoriale, la ricerca e l'innovazione)[50]

Team per la Coesione e le Riforme
- Raffaele Fitto (Vicepresidente esecutivo per la coesione e le riforme, Commissario europeo per la politica regionale e di coesione, lo sviluppo regionale, le città e le riforme)
  - Cōstas Kadīs (Commissario europeo per la pesca e gli oceani)
  - Apostolos Tzitzikōstas (Commissario europeo per i trasporti e il turismo sostenibile)
  - Christophe Hansen (Commissario europeo per l'agricoltura e l'alimentazione)
  - Marta Kos (Commissaria europea per l'allargamento)[51]

Team per gli Affari Esteri e la politica di Sicurezza
- Kaja Kallas (Alta rappresentante dell'Unione per gli affari esteri e la politica di sicurezza)
  - Marta Kos (Commissaria europea per l'allargamento)[51]
  - Dubravka Šuica (Commissaria europea per il Mediterraneo)[52]
  - Hadja Lahbib (Commissaria europea per la preparazione, la gestione delle crisi e l'uguaglianza)[53]
  - Jozef Síkela (Commissario europeo per i partenariati internazionali)

Team per le Competenze, le Persone e la Preparazione
- Roxana Mînzatu (Vicepresidente esecutiva per le persone, le competenze e la preparazione, Commissaria europea per le competenze, l'istruzione, la cultura, il lavoro e i diritti sociali)
  - Dubravka Šuica (Commissaria europea per il Mediterraneo)[52]
  - Hadja Lahbib (Commissaria europea per la preparazione, la gestione delle crisi e l'uguaglianza)[53]
  - Olivér Várhelyi (Commissario europeo per la salute e il benessere animale)[54]
  - Glenn Micallef (Commissario europeo per l'equità intergenerazionale, la gioventù, la cultura e lo sport)

Il Commissario Piotr Serafin non appartiene a nessun gruppo di lavoro e risponde direttamente alla Presidente von der Leyen, così come i Commissari Maroš Šefčovič e Valdis Dombrovskis che, pur appartenendo ad un gruppo di lavoro, rispondono anche al gruppo formato dalla stessa Presidente, come Serafin.